# Onthophagus chinensis
Onthophagus chinensis là một loài bọ cánh cứng trong họ Bọ hung (Scarabaeidae).